# Maria Larssons eviga ögonblick
Maria Larssons eviga ögonblick (comercializada en inglés como Everlasting Moments) es una película dramática sueca de 2008 dirigida por Jan Troell, protagonizada por Maria Heiskanen, Mikael Persbrandt y Jesper Christensen. Se basa en la historia real de Maria Larsson, una mujer de clase trabajadora sueca de principios del siglo XX, que gana una cámara en una lotería y se convierte en fotógrafa. Se ha comparado con las películas anteriores de Troell, Här har du ditt liv y Så vit som en snö, ambas ambientadas en el mismo período.
La película ganó el Premio Guldbagge a la Mejor película y fue nominada a Mejor película de habla no inglesa en los 66.º Premios Globo de Oro. También fue nominado en enero para la Mejor película de habla no inglesa en la 81 edición de los Premios de la Academia, pero no fue seleccionado como uno de los nominados.

## Sinopsis
Maria, una finlandesa en Suecia, gana una valiosa cámara Contessa en una lotería con un hombre llamado Sigfrid Larsson, y acuerdan casarse para compartir el premio. Tienen numerosos hijos, incluida la hija narradora Maja. A principios de la década de 1900, María lleva la cámara a una tienda propiedad del danés sueco Sebastian Pedersen, buscando ver el precio que puede obtener si la vende. El Sr. Pederson se compromete a darle un presupuesto, y toma su foto cuando ella se va. Cuando regresa a la tienda, se sorprende al ver la fotografía de sí misma, y se pregunta cómo funciona la tecnología. El Sr. Pederson le da una explicación sobre fotografía e imágenes. Luego le da su equipo de cámara actualizado para ir con la Contessa. A pesar de que no tiene dinero para pagar el equipo, el Sr. Pederson acepta la cámara como un pago, lo que le permite usarlo aunque sea el propietario. Ella usa la cámara para fotografiar a sus cuatro hijos, diciéndoles que no se lo digan a nadie, incluido Sigfrid. Luego la usa para la fotografía post mortem de una niña llamada Ingeborg, y le da una copia gratis a la madre de Ingeborg. María le muestra otra copia de la fotografía conmemorativa al Sr. Pederson. Impresionado por el talento y la visión natural de María, acepta la fotografía como pago por Contessa. Cuando Sigfrid es arrestado brevemente luego de que una explosión durante una huelga mató a uno e hirió a seis rompehuelgas, María le revela la fotografía de los niños. Luego es liberado después de que un testigo confirma su no participación.
Cinco años después, en 1914, la Gran Guerra irrumpe en Europa, al sur de Suecia, y María, que se ha desconectado de Pederson, vuelve a aparecer en su tienda para hablar sobre la toma de fotos de hombres uniformados. Los monarcas de Escandinavia se reúnen para discutir cómo mantener a sus países fuera del conflicto, con María asistiendo y tomando una fotografía de la aparición pública de los reyes. Ella se sorprende al saber que su fotografía de los monarcas fue comprada y publicada por un periódico. A medida que los niños aprendan más acerca de los Diez Mandamientos, incluido «No cometerás adulterio», notan que Sigfrid es mujeriego y la amistad de María con el Sr. Pederson.
El Sr. Pederson toma una fotografía de retrato de María, y se mueven al primer nombre. Sigfrid ve la fotografía y, enfurecido, la toma como prueba de que Sebastian le hizo un chasquido. Violentamente se enfrenta a María, a pesar de que ella señala su relación con las mujeres. Después de un incidente de violación marital, María realiza un aborto autoinducido. Cuando María y los niños disfrutan viendo una película de Charlie Chaplin, Sigfrid se enfurece de nuevo ante su creencia de que le están quitando sus hijos. Le pone un cuchillo en la garganta y, aunque no la mata, recibe otra condena más larga. Mientras él está fuera, los niños instan a María a separarse de él, argumentando que la casa está mejor sin Sigfrid. Sigfrid es liberado más tarde y María se reconcilia con él, aunque Maja expresa desconcierto sobre por qué. Poco después de una salida social, María muere. Años más tarde, Maja descubre el único autorretrato de María, tomado en un espejo entre la salida y su muerte.

## Reparto
| - Maria Heiskanen como Maria Larsson. - Mikael Persbrandt como Sigfrid Larsson. - Jesper Christensen como Sebastian Pedersen. - Emil Jensen como Englund. - Ghita Nørby como Miss Fagerdal. - Hans Henrik Clemensen como Mr. Fagerdal - Amanda Ooms como Mathilda. - Antti Reini como capitán. - Birte Heribertsson como Tía Tora. - Claire Wikholm como Abuela Karna. - Nellie Almgren como Maja edad 7-9. | - Callin Öhrvall como Maja edad 14-22. - Ann Petrén como Ida. - Maria Lundqvist como señorita Petrén. - Sanna Persson como Månse-Lotta. - Maria Kulle como Tía Anna. - Hans Alfredson como guarda. - Livia Millhagen como madre de Ingeborg. - Max Eskilsson como Sven edad 14-17. - Rickard Nygren como policía. - Alexander Kathy como Anton Nilson. - Lukas Wägbo como Algot Rosberg. |

## Premios
Además de los premios y nominaciones, Everlasting Moments también fue la presentación de Suecia para el Premio de la Academia a la Mejor película de habla no inglesa en la 81 edición de los Premios de la Academia. Fue uno de los nueve filmes que llegaron a la lista de finalistas de enero, pero no fue seleccionado como uno de los nominados finales.
| Premio                                     | Categoría                          | Nombre                                               | Resultado |
| ------------------------------------------ | ---------------------------------- | ---------------------------------------------------- | --------- |
| 66.º Premios Globo de Oro                  | Mejor película de habla no inglesa |                                                      | Nominado  |
| Premios Guldbagge                          | Mejor película                     | Thomas Stenderup                                     | Ganador   |
| Premios Guldbagge                          | Mejor actriz                       | Maria Heiskanen                                      | Ganador   |
| Premios Guldbagge                          | Mejor actor                        | Mikael Persbrandt                                    | Ganador   |
| Premios Guldbagge                          | Mejor actor de reparto             | Jesper Christensen                                   | Ganador   |
| Premios Guldbagge                          | Mejor música                       | Matti Bye                                            | Ganador   |
| Premios Guldbagge                          | Mejor dirección                    | Jan Troell                                           | Nominado  |
| Premios Guldbagge                          | Mejor actriz de reparto            | Amanda Ooms                                          | Nominado  |
| Premios Guldbagge                          | Mejor guion                        | Niklas Rådström, Jan Troell y Agneta Ulfsäter-Troell | Nominado  |
| Premios Guldbagge                          | Mejor fotografía                   | Jan Troell y Mischa Gavrjusjov                       | Nominado  |
| Semana Internacional de Cine de Valladolid | Mejor actriz                       | Maria Heiskanen                                      | Ganador   |
| Semana Internacional de Cine de Valladolid | Mejor director de fotografía       | Jan Troell y Mischa Gavrjusjov                       | Ganador   |
| Semana Internacional de Cine de Valladolid | Golden Spike                       | Jan Troell                                           | Nominado  |